# Брянськ (аеропорт)
Міжнародний аеропорт «Брянськ» (IATA: BZK, ICAO: UUBP) — цивільний аеропорт, розташований за 14 км на північний захід від міста Брянська на повітряній трасі R-22, що з'єднує Москву з Києвом, а також із Західною Європою та Близьким Сходом. Є вхідним та вихідним аеропортом Росії на південно-західних напрямках.

## Історія
Вперше повітряне сполучення у Брянську з'явилося у 1927 році з будівництвом поблизу міста військового летовища. А вже у 1934 році був збудований цивільний аеропорт в межах міста. З розбудовою міста летовище аеропорту опинилося «затиснуте» новобудовами. Постало питання про будівництва нового аеропорту. У листопаді 1994 року у селищі Жовтневе був збудований новий аеропорт, який наступного року отримав статус міжнародного.
Проте на початку 2000-их років аеропорт був збитковим. Регулярні рейси з того часу не виконуються. Невелика кількість чартерних польотів дала змогу розрахуватися з багаторічними боргами по заробітній платі.

## Авіалінії та напрямки
| Авіакомпанія | Пункт призначення |
| ------------ | ----------------- |
| S7 Airlines  | Ст Петербург      |

## Приймаються типиПС
Ан-12, Ан-24, Ан-140, Як-40, Як-42, Іл-18, Іл-76, Embraer 120, Ту-134, Ту-154, Ту-204, Ту-334, Боїнг 737 та інші типи ПС класу нижче.